# Poiana (okręg Mehedinți)
Poiana – wieś w Rumunii, w okręgu Mehedinți, w gminie Căzănești. W 2011 roku liczyła 186 mieszkańców.